# Elicopter miniaturizat

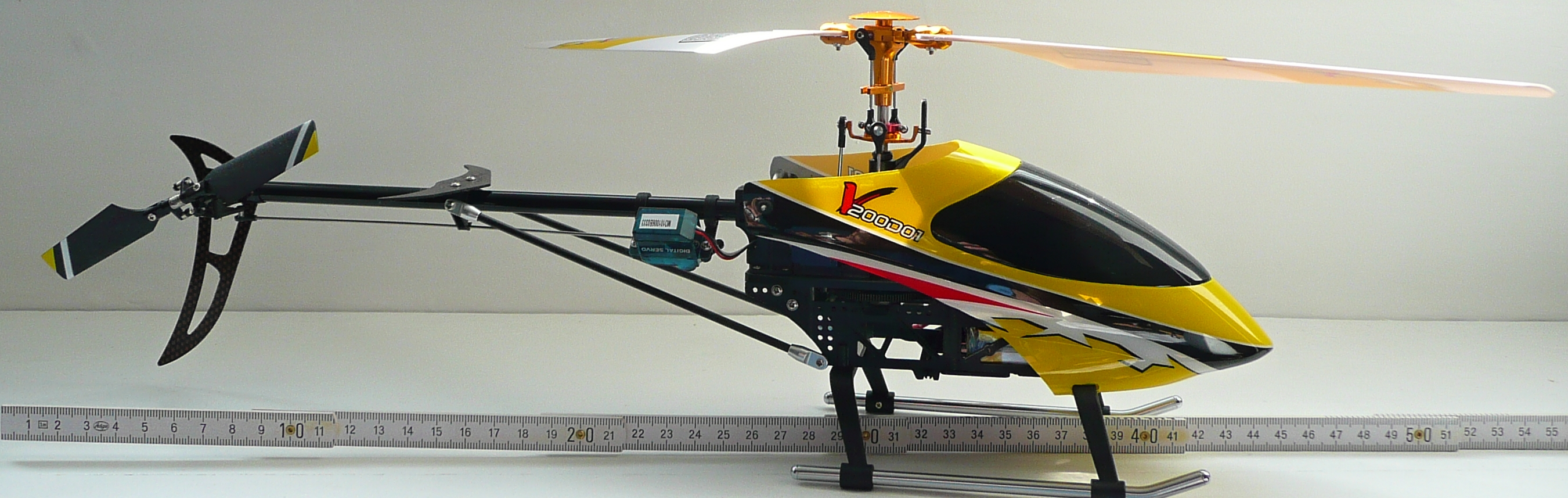
Elicopter miniaturizat

Elicopterul miniaturizat este un model la scară redusă al unui elicopter, având mase de la câteva grame la cîteva sute de grame. Este folosit în scopuri recreative sau ca demonstrații de miniaturizare. Este comandat de la distanță, de obicei prin radiocomandă.